# Deutsch-turkmenische Beziehungen
Unter den deutsch-turkmenischen Beziehungen versteht man die bilateralen Bindungen und Abkommen zwischen der Bundesrepublik Deutschland und Turkmenistan.

## Politik
Die ersten politischen Annäherungen zwischen den beiden Ländern begannen nach der Unabhängigkeit Turkmenistans von der Sowjetunion am 27. Oktober 1991. Dies erreichte Deutschland, indem es diplomatische Bindungen mit der damaligen turkmenischen Regierung knüpfte. Es gelang der deutschen Regierung, folgende Abkommen mit Turkmenistan zu vereinbaren. Zum einen ist das aus der Sowjetzeit (1981) stammende Doppelbesteuerungsabkommen noch gültig, welches regelt, dass Unternehmen, die zwischen Deutschland und Turkmenistan Handel betreiben, keine doppelten Steuern zahlen müssen. Dies fördert den bilateralen Handel zwischen den beiden Ländern. Des Weiteren wurde das Investitionsschutz- und -förderungsabkommen 1997 getroffen, welches 2001 in Kraft trat. Es schützt die ausländischen Direktinvestoren bei ihrer Investition in die jeweilige Wirtschaft, was besonders für deutsche Unternehmen wichtig ist, da diese ein großes Interesse an dem teilweise noch ungenutzten Potential Turkmenistans haben. Die Außenpolitik der Turkmenen beruht auf dem Prinzip der ewigen Neutralität, worunter man versteht, dass ein Land keinen Krieg beginnen oder führen darf, es sei denn, es handelt zur Selbstverteidigung. Diese Sonderstellung Turkmenistans spiegelt sich im Agieren mit seinen Handelspartnern wider. Im Jahre 2008 besucht Präsident Gurbanguly Berdimuhamedow Deutschland und berichtet von der positiven Kooperation mit deutschen Unternehmen und äußert zuversichtliche Gedanken im Hinblick auf die weitere wirtschaftliche und politische Entwicklung der Beziehungen. Die Ausschöpfung des ungenutzten Potentials Turkmenistans im Energiesektor und im Bereich Forschung/Weiterentwicklung steht hier besonders im Vordergrund. Weitere Ziele, die wirtschaftlichen Beziehungen der beiden Nationen zukünftig auszubauen, wurden beim Besuch des ehemaligen Außenministers Guido Westerwelle in Aşgabat im Jahre 2011 geäußert. Außerdem wurde über die geplante Nabucco Pipeline und die Menschenrechtslage in Turkmenistan diskutiert, die auch heute noch stark unter Kritik steht.

### Deutsch-Turkmenisches Forum e. V.
Im Jahre 2008 wurde der Verein Deutsch-Turkmenisches Forum gegründet. Hier kommen Vertreter aus dem politischen, wirtschaftlichen und öffentlichen Bereich zusammen. Sie wollen die interkulturellen Beziehungen zwischen den beiden Ländern ausbauen sowie fördern. Jeglichen interessierten Personen steht es frei, sich an diesem Verein zu beteiligen und Mitglied zu werden, dabei werden Kontakte auf kultureller, politischer und wirtschaftlicher Ebene geknüpft und gepflegt. Insbesondere steht die Förderung von Workshops, Seminaren und offiziellen Veranstaltungen sowie der generellen Zusammenarbeit zwischen Turkmenen und Deutschen im Mittelpunkt. Hiermit zählt der Verein zu den wichtigsten Organisationen für die Vermittlung zwischen den Kulturen.

## Wirtschaft
Turkmenistan unterhält unzählige Handelsbeziehungen mit Partnern aus der ganzen Welt. Zu diesen gehört vor allem Deutschland, welches innerhalb der EU eine besonders wichtige Rolle einnimmt. Seit 2001 gibt es einmal pro Jahr Treffen, bei denen sich Vertreter der beiden Länder über aktuelle Ereignisse in der Region austauschen und beraten, wie man mit diesen umgehen muss. Außerdem wird über die Handelsbeziehung der beiden Länder geredet und über die Effektivität der existierenden Abkommen. Der bilaterale Handel mit Turkmenistan belief sich im Jahr 2014 auf 414,3 Mio. Euro, was eine Steigerung von etwa 4 % im Vergleich mit den Jahren davor darstellt. Dabei ist besonders der Export von deutschen Wirtschaftsgütern nach Turkmenistan interessant, denn dieser betrug 388,4 Mio. Euro (2013), doch brach in den letzten Jahren immer weiter ein auf nur noch 276 Mio. Euro. Der Export setzt sich aus Produkten wie Fahrzeugen, Kfz-Teilen, Chemieerzeugnissen oder Pharmazeutika aus Deutschland zusammen, die in Turkmenistan einen besonders guten Ruf haben. Des Weiteren gewinnt der Import von turkmenischen Gütern wie Erdöl, Textilien oder Kleidung immer mehr an Bedeutung und stieg von 9,7 Mio. Euro (2013) auf über 139 Mio. Euro (2014), was eine immense Vervielfachung darstellt. Diesen extremen Anstieg hat Turkmenistan vor allem dem immer größer werdenden Problem der Rohstoff- bzw. Erdölknappheit zu verdanken. 2018 lag Turkmenistan nach Kasachstan und Usbekistan an dritter Stelle der deutschen Handelspartner unter den zentralasiatischen Staaten. Der bilaterale Handel ist jedoch zuletzt stark zurückgegangen und belief sich im Zeitraum Januar bis November 2018 auf 137,4 Mio. Euro (2017: 348 Mio. Euro).
Da Turkmenistan extrem große Erdöl/Erdgas Vorkommen hat, ist es dem Land gelungen, auf wirtschaftlicher Ebene mit den großen Nationen dieser Welt an einen Tisch zu kommen und teilweise auf Augenhöhe Verhandlungen zu führen. Dadurch, dass sich Deutschland in Zukunft immer häufiger mit Energieversorgungsproblemen konfrontiert sieht, ermöglicht dies den beiden Ländern, ihre noch ausbaufähigen Handelsbeziehungen zu intensivieren. Den Wirtschaftsraum Turkmenistan mit all seinen Vor- und Nachteilen haben auch etwa 50 deutsche Unternehmen, wie Siemens, RWE, Deutsche Bank, Commerzbank, Daimler, Zeppelin und Heidelberger Druckmaschinen für sich entdeckt. Von diesen haben sogar 19 eine Niederlassung in Turkmenistan, dazu zählt unter anderem die BASF aber auch RWE. So haben RWE DEA und die turkmenische Regierung 2009 eine Energiepartnerschaft geschlossen, die RWE Erdgas in großen Mengen zusichert. Diesen führten die Vertreter der deutschen Wirtschaft und einige deutsche und turkmenische Politiker 2012, um über die gemeinsame Zukunft zu diskutieren. Dabei kamen vor allem Themen aus dem Energie-Umwelt- aber auch dem Infrastrukturbereich zur Sprache. Es sind nämlich genau diese Bereiche, die in Zukunft besondere Aufmerksamkeit verlangen, da dort eine Optimierung der Grund-Rahmenbedingungen extrem positive Auswirkungen auf die gesamte Wirtschaft in Turkmenistan haben könnte.

### Offizielle Veranstaltungen im Bereich Wirtschaft
Die Deutsch-Turkmenische Regierungsgruppe Wirtschaft und Handel übernimmt seit ihrer Gründung 2008 wichtige Aufgaben. Dazu zählt, die Wirtschaftsbeziehungen zwischen den beiden Ländern zu stärken sowie wirtschaftliche Projekte zu unterstützen. Seit 2011 wird jedes Jahr der Tag der deutschen Wirtschaft in Aşgabat veranstaltet, dieser wird von der AHK-Zentralasien organisiert. Die Beziehungen im Bereich Wirtschaft, Handel und Tourismus zwischen Turkmenistan und Deutschland sollen ausgeweitet werden. Insbesondere der Austausch von Erfahrungen und Wissen ist dabei wichtig. Den deutschen Unternehmen sollen die wirtschaftlichen Perspektiven sowie das enorme Potential Turkmenistans aufgezeigt werden.
Im Februar 2019 fand in Berlin erstmals – organisiert vom Ostausschuss der Deutschen Wirtschaft – ein deutsch-turkmenische Unternehmerforum statt, an dem sich rd. 130 Firmen aus beiden Ländern beteiligten.

### Tourismus
Ein bis jetzt noch nicht ausgebauter Teil der Wirtschaft ist der Tourismus. Turkmenistan bietet mit seiner faszinierenden Natur vielen Touristen genau das, was sie suchen. Allerdings wissen die wenigsten Touristen, das Turkmenistan ein attraktives Reiseziel sein könnte. Die Bevölkerung dort kommt Touristen aber auch allgemein Ausländern entgegen und versucht ihre Kultur anderen Menschen näherzubringen. Zudem leidet der Tourismus unter der aktuell sehr angespannten Sicherheitssituation in den Nachbarländern Iran und Afghanistan, für die seitens des deutschen Auswärtigen Amtes teilweise Reisewarnungen ausgesprochen werden, da sich Touristen in diesen Ländern oft mit fremdenfeindlichen terroristischen Übergriffen konfrontiert sehen. Die turkmenische Regierung versucht trotzdem, mit deutschen Reiseanbietern ins Gespräch zu kommen, was sich aber zurzeit mehr als schwierig gestaltet. Dazu kommt auch noch die aktuell in der Kritik stehende Regierung, der vorgeworfen wird, dass sie Journalisten, Reporter und die Meinungsfreiheit sehr stark unterdrücken.

## Kultur
Im Jahre 2002 wurde das Kulturabkommen zwischen Deutschland und Turkmenistan gültig.
Der Deutsche Akademische Austauschdienst (DAAD) als auch das Goethe-Institut bieten verschiedene Stipendienprogramme und Förderungsprogramme für Deutsche und Turkmenen an. Außerdem wird der Deutschunterricht in Turkmenistan gefördert und unter anderem vom DAAD und RWE finanziert. Des Weiteren werden seit 2008 Managerfortbildungsprogramme von der Gesellschaft Internationale Weiterbildung und Entwicklung angeboten, was wiederum den bilateralen Wirtschaftsbeziehungen zwischen Turkmenistan und Deutschland zugutekommen soll. Mittlerweile gibt es 3 Partnerschulen in Turkmenistan, die zu der Organisation „Schulen: Partner der Zukunft“ gehören und zum interkulturellen Austausch zwischen den beiden Ländern beitragen.
Die Stiftung Preußischer Kulturbesitz (SPK) organisierte die Archäologie-Ausstellung „Margiana – Ein Königreich der Bronzezeit in Turkmenistan“. Die Ausstellung wurde von April 2018 bis April 2019 jeweils 3 Monate im Neuen Museum in Berlin, im Archäologischen Museum Hamburg und im Reiss-Engelhorn-Museum in Mannheim gezeigt. Sie war 2018 mit 385.000 Besucherinnen und Besuchern die erfolgreichste Sonderausstellung in Berlin.